# À la vie, à l'amour (chanson)
Pour l’article homonyme, voir À la vie, à l'amour.
Singles de Jakie Quartz
Vivre ailleurs
(1986) Émotion
(1987)
À la vie, à l'amour est une chanson écrite et interprétée par la chanteuse française Jakie Quartz, sur une musique de Gérard Anfosso. Elle est sortie en juin 1987 en tant que premier single de son quatrième album studio Émotion au pluriel (1988). 
La chanson connaît un succès modéré en France, se classant à la 30e place du Top 50, et s'est brièvement classé dans le classement de singles au Royaume-Uni en 1989 après avoir été retravaillé par l'équipe de Stock Aitken Waterman.

## Contexte et sortie
En 1983, Jakie Quartz connaît son premier succès avec Mise au point, écrite en collaboration avec Gérard Anfosso. À la suite d'un désaccord avec l'équipe de production, elle cesse de collaborer avec Gérard Anfosso, mais décida de faire à nouveau équipe avec lui en 1987. Il compose alors une musique dont Quartz écrit les paroles après de nombreuses écoutes, ce qui aboutit au titre À la vie, à l'amour. La chanson sort en single en France en juin 1987, Jakie Quartz affiche alors un changement radical de coiffure. À la vie, à l'amour est par la suite incluse sur son quatrième album studio Émotion au pluriel, sorti en 1988.
Plus tard, Pete Waterman, de l'équipe de production Stock Aitken Waterman, propose un remix de Pete Hammond et un contrat avec son label PWL Continental. Cette version sort en single au Royaume-Uni en 1989, accompagnée d'une nouvelle version longue et d'une pochette en noir et blanc, tandis que Waterman fait la promotion de la chanson dans l'émission consacrée à la musique dance The Hitman and Her (en), dont il assure la présentation. En plus de son inclusion dans l'album Émotion au pluriel, la chanson figure également dans les compilations Passé Présent (1995), Référence 80 (2012) et Amour à vie (2023).

## Liste de titres
| A. | À la vie, à l'amour | 4:40 |
| B. | Bye-Bye l'ennui     | 4:30 |

## Crédits
- Gérard Anfosso – music, production
- Emmanuelle Anfosso – chorale d'enfants
- Sophie Cardell – chorale d'enfants
- Stéphanie Cardell – chorale d'enfants
- Antoine Giacomoni – photographie
- Emmanuel Guiot – ingénieur du son
- Pete Hammond – mixage (in the Cannes mix)
- Bertrand Le Page – éditeur
- Serge Pauchard – ingénieur du son
- Jackie Quartz – paroles
- Christine et Laurent pour Harlow - coiffeurs

Crédits adaptés des notes d'accompagnement d'À la vie, à l'amour

## Classements
| Classement (1987–89)           | Meilleure position |
| ------------------------------ | ------------------ |
| Europe (Eurochart Hot 100)     | 92                 |
| France (SNEP)                  | 30                 |
| Royaume-Uni (UK Singles Chart) | 55                 |
| Royaume-Uni (UK Dance Chart)   | 25                 |

## Historique de sortie
| Pays        | Date            | Format                     | Label           | Réf.  |
| ----------- | --------------- | -------------------------- | --------------- | ----- |
| France      | juin 1987       | - 45 tours - maxi 45 tours | CBS Disques     | [ 2 ] |
| Royaume-Uni | 27 février 1989 | - 45 tours - maxi 45 tours | PWL Continental | [ 3 ] |